# Ermanno Wolf-Ferrari

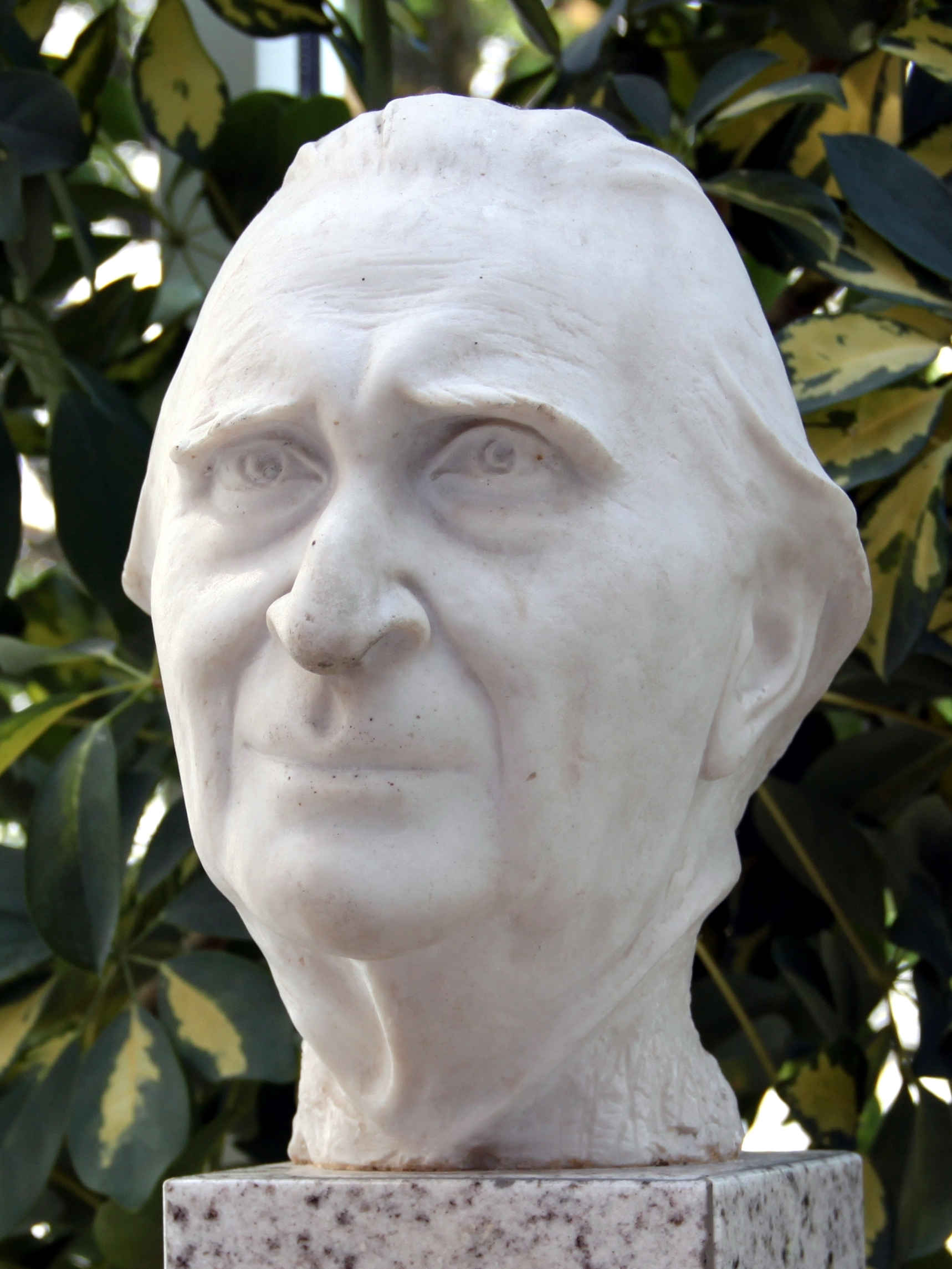
Ermanno Wolf-Ferrari (byst i Wolf-Ferrari-huset, Ottobrunn)

Ermanno Wolf-Ferrari, född 12 januari 1876 i Venedig, död 21 januari 1948 i Venedig, var en italiensk-tysk kompositör. Han är mest känd för sina operor men har även skrivit annan musik.

## Biografi
Wolf-Ferraris mor var italiensk och fadern tysk. Han var för det mesta bosatt i Tyskland där han bedrev studier. Hans främsta verk är Il segreto di Susanna (Susannas hemlighet) och I gioielli della Madonna (Madonnans juveler).

## Verklista - urval

### Operor
- Irene (1895-96)
- La Camargo (um 1897, unvollendet)
- Cenerentola (1900)

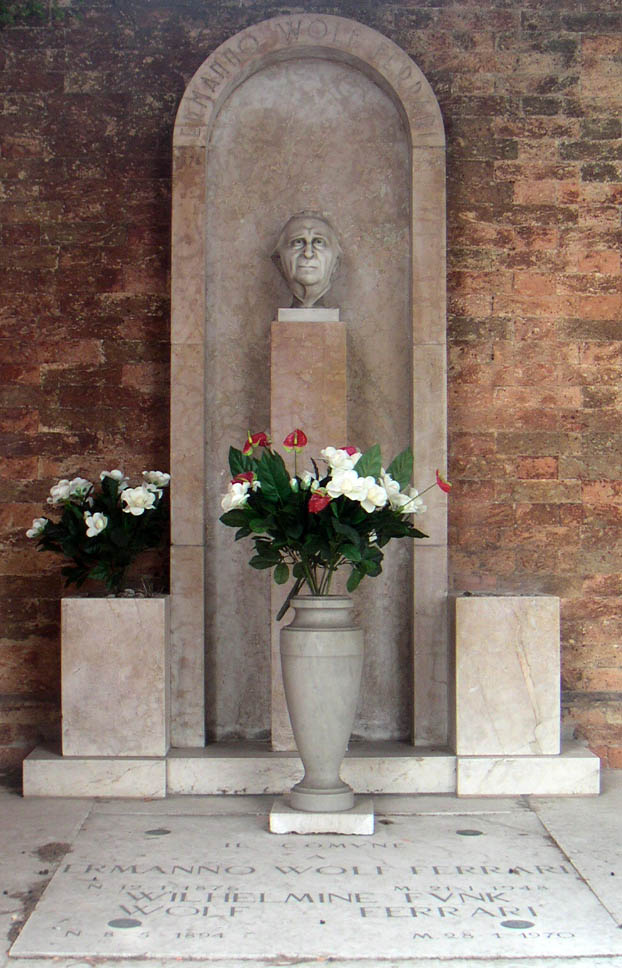
Kompositörens grav på ön San Michele

- Le donne curiose (Die neugierigen Frauen) (1903)
- I quatro rusteghi (Die vier Grobiane) (1906)
- Il segreto di Susanna (Susannens Geheimnis). Intermezzo (1909)
- I gioielli della Madonna (Der Schmuck der Madonna) (1911)
- L'amore medico (Der Liebhaber als Arzt) (1913)
- Gli amanti sposi (Das LiebEssband der MarchEssa) (1904-16; UA 1925)
- La vEsste di cielo (Das Himmelskleid) (1917-25; UA 1927)
- Sly, ovvero La leggenda del dormiente risvegliato (Sly oder Die Legende vom wiedererweckten Schläfer) (1927)
- La vedova scaltra (Die schlaue Witwe) (1931)
- Il campiello (Das Plätzchen) (1936)
- La dama boba (Das dumme Mädchen) (1939)
- Gli dei a Tebe (Der Kuckuck in Theben) (1943)

### Orkestermusik
- Serenad för stråkar Ess-Dur (1893)
- Idillio-concertino A-Dur op.15 för Oboe, 2 Hörner och Streicher (1933)
- Suite-concertino F-Dur op.16 für Fagott, 2 Hörner och Streicher (1933)
- Suite veneziano op.18 (1936)
- Triptychon E-Dur op.19 (1936)
- Divertimento D-Dur op.20 (1937)
- Arabesken e-moll op.22 (1940)
- Violinkonsert D-Dur op.26 (1946)
- Sinfonia brevis Ess-Dur op.28 (1947)
- Cellokonsert (Invocazione) C-Dur op.31 (UA 1954)
- Concertino Ass-Dur op.34 för engelskt horn, 2 Horn och stråkar (1947)
- Chiese di Venezia (1948)

### Kammarmusik
- Stråkkvintett (1894)
- Violinsonat g-moll op.1 (1895)
- Pianotrio D-Dur op.5 (vor 1898)
- Pianokvintett Dess-Dur op.6 (1900)
- Pianotrio Fiss-Dur op.7 (1900)
- Sinfonia da camera B♭-Dur op.8 (1901)
- Violinsonat a-moll op.10 (1901)
- Stråkkvartett op.23 (1940)
- Stråkkvintett op.24 (1942)
- Sonat F-Dur för 2 Violiner och Piano op.25 (1943)
- Violinsonat E-Dur op.27 (um 1943)
- Cellosonat G-Dur op.30 (1945)
- Stråktrio a-moll op.32 (1945)
- Duo g-moll op.33 för Viola d'amore och Violine oder Violoncello (1946)
- Introduzione e balletto op.35 för Violin och Violoncell (1946)

### Pianomusik
- 6 pezzi facili (1898)
- 3 Impromptus op.13 (1904)
- 3 Pianostycke op.14 (1905)

### Körmusik
- Åtta körer (omkring 1898)
- La sulamite. Canto biblico för soloröster, kör och orkester op.2 (1898)
- Talitha Kumi (Jairi dotter). oratorium för tenor, två bariton, kör och orkester op.3 (1900)
- La vita nuova. Kantat för sopran, bariton, kör och orkester op.9 (1901)
- La passione för kör op.21 (1939; också för soloröst och piano)

### Sånger
- 4 Rispetti op.11 (1902)
- 4 Rispetti op.12 (1902)
- Il canzoniere. 44 rispetti, stornelli ed altri canti op.17 (1936)